# Mu (album)
Pour les articles homonymes, voir MU.
Mu est un album de Jah Wobble sorti en 2005. Le musicien Jah Wobble a été inspiré, par Lea Valley et Ponders End,.

## Liste des morceaux
1. Viking Funeral
2. Universal Dub
3. Samsara
4. Kojak Dub
5. Mu
6. Buddha Of Compassion
7. New Mexico Dub
8. Love Comes/ Love Goes
9. Softwear
10. Into The Light